# Релігія в Ліберії

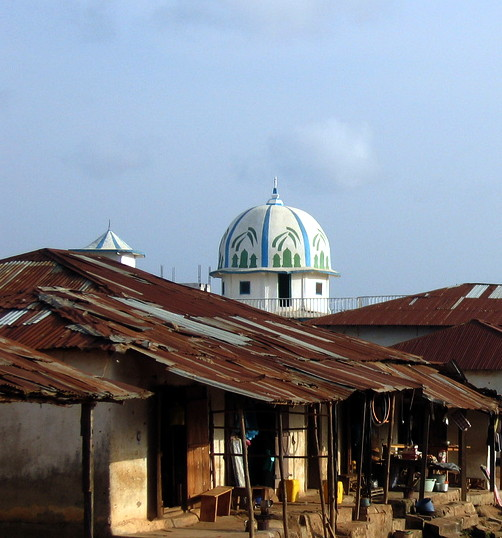
Мечеть у місті Воінджама

Вважається, що до 85 відсотків населення Ліберії практикують або християнство, або християнство в поєднанні з елементами традиційних релігійних культів. Приблизно 1,5 відсотка практикує тільки традиційні місцеві вірування. За оцінками, 12 відсотків населення сповідує іслам. Також є невеликий відсоток бахаїстів, індуїстів, сикхів, буддистів та атеїстів.

## Поширеність релігій

### Християнство
Християнські конфесії: лютерани, баптисти, єпископальна церква, пресвітеріани, римо-католики, Об'єднана методистська церква, Африканська методистська єпископальна церква, а також ряд п'ятидесятницьких церков. Деякі з п'ятидесятницьких церков пов'язані з церквами за межами країни, в той час як інші є незалежними. Є також члени Церкви Ісуса Христа Святих останніх днів (мормони) і адвентистів сьомого дня. Християни живуть по всій країні.

### Іслам
Іслам в основному поширений серед етнічних груп мандінго і вай. Вай живуть переважно на заході, а мандінго проживають по всій країні

### Бахаїзм
Розвиток бахаїзму в Ліберії почався в 1952 році. Вже до кінця 1963 року було п'ять зборів та в Ліберії бахаїсти обрали перші Національні Духовні Збори в 1975 році. Громада дещо постраждала від першої ліберійської громадянської війни, але відновила свої Національні Духовні Збори вже в 1998 році. Майже 9500 бахаїстів, як вважають, були в Ліберії в 2006 році.
Велике число іноземних місіонерських організацій відкрито і вільно працюють у країні. Конституція передбачає свободу віросповідання, і уряд в цілому дотримується це право на практиці. Незважаючи на часті взаємодії між релігійними групами, деяка напруженість зберігається. Ще зустрічаєються окремі соціальні зловживання та дискримінація на основі релігійних переконань.